# فرانتس هاینریش وایسباخ
فرانتس هاینریش وایسباخ (به آلمانی: Franz Heinrich Weißbach) (زاده ۲۵ نوامبر ۱۸۶۵ در کمنیتز، مرگ ۲۰ فوریه ۱۹۴۴ در مارکلیبرگ) یک خاورشناس آلمانی بود که از سال ۱۸۸۸ تا ۱۹۳۵ در دانشگاه لایپزیگ کار میکرد. وی در اواخر قرن نوزدهم میلادی از ایران نیز بازدید کرده و نوشتاری با عنوان "آرامگاه کورش و سنگ‌نوشته‌های مرغاب" در مورد تحقیقاتش در پاسارگاد نوشته است.
وایسباخ در سال ۱۹۴۴ بر اثر بمباران هوایی مناطق غیر نظامی آلمان توسط متفقین در جنگ جهانی دوم کشته شد.